# Raffaele Palladino
Raffaele Palladino (* 17. April 1984 in Mugnano di Napoli (NA), Italien) ist ein ehemaliger italienischer Fußballspieler und heutiger -trainer. Zuletzt war er Cheftrainer der AC Florenz.

## Karriere als Spieler

### Im Verein
Raffaele Palladino begann seine Fußballkarriere in den Jugendmannschaften seines Heimatklubs Amici di Mugnano, von 2001 bis 2002 spielte er für Benevento Calcio in der Serie C1.
Im Jahr 2002 wechselte Palladino zu Juventus Turin und erzielte zwischen 2002 und 2004 für die Primavera 41 Tore in 61 Spielen. Am 17. März 2004 debütierte er beim 0:2 im Coppa-Italia-Spiel gegen Lazio Rom in der ersten Mannschaft.
Für die Saison 2004/05 war Palladino an Salernitana Calcio in die Serie B ausgeliehen und war mit 15 Toren in 39 Spielen der beste Torschütze der Mannschaft.
Die Saison 2005/06 bestritt Raffaele Palladino, wiederum leihweise, für die AS Livorno in der Serie A. Häufig von Verletzungen geplagt, gelangen ihm in 21 Partien nur zwei Treffer.
Zur Spielzeit 2006/07 kehrte Raffaele Palladino zu Juventus zurück, die wegen des Manipulationsskandals 2005/06 in der Serie B zwangsabsteigen mussten. Dort hatte er sich auf seiner Position gegen Größen wie Alessandro Del Piero oder David Trezeguet durchzusetzen. Nach nur wenigen Einsätzen zu Saisonbeginn konnte er im Verlauf der Spielzeit immer mehr auf sich aufmerksam machen. Seine beste Partie der Saison bestritt er beim 5:1-Sieg im Heimspiel gegen die US Triestina, bei dem er drei Tore erzielte.
In der Saison 2007/08 gehörte Raffaele Palladino bei Juventus zum erweiterten Stamm. Er kam regelmäßig zum Einsatz und wurde von Trainer Ranieri oft im rechten und linken offensiven Mittelfeld eingesetzt. Auf der linken Seite vertrat er schon mehrmals Pavel Nedvěd und zeigte dabei gute Leistungen. Palladinos Saisonhöhepunkt war das Derby d’Italia gegen Inter Mailand, bei dem er zum Spieler des Tages gekürt wurde. In der zweiten Saisonhälfte ließen seine Leistungen nach, weshalb Juve im Sommer 2008 die Hälfte seiner Transferrechte für ca. 5,5 Mio. Euro an CFC Genua verkaufte, für die er seit der Saison 2008/09 auflief. In der ersten Saisonhälfte absolvierte der Offensivspieler aufgrund einer Knieverletzung nur wenige Spiele, in der zweiten Halbserie wurde Palladino mit vielen Toren und -vorlagen ein wichtiger Bestandteil in Gian Piero Gasperinis Mannschaft, die den fünften Tabellenplatz in der Serie A errang.
Im Juni 2009 wurde das Transfergeschäft um ein Jahr verlängert. 2010 einigte man sich auf eine weitere Verlängerung um ein weiteres Jahr.
2011 wechselte Palladino zum FC Parma, für den er vier Jahre aktiv war. Im Sommer 2015 schloss er sich dem FC Crotone an, mit dem er in der Saison 2015/16 in die Serie A aufstieg. Im Januar 2017 wechselte er zurück zu seinem Ex-Verein CFC Genua.
Im Januar 2018 wechselte Palladino zu Spezia Calcio. 2019 beendete er bei der AC Monza seine Spielerkarriere.

### In der Nationalmannschaft
Raffaele Palladino durchlief die Jugendnationalmannschaften U-19 und U-20. Für die U-21-Auswahl, in der er am 8. Februar 2005 debütierte, absolvierte Palladino bisher elf Spiele und erzielte dabei vier Tore. Im Jahr 2007 stand er auch im Kader der italienischen U-21-Auswahl für die U-21-Europameisterschaft in den Niederlanden.
Am 21. November 2007 debütierte Palladino unter Trainer Roberto Donadoni in der A-Nationalmannschaft. Er stand dabei im letzten Spiel der Qualifikation für die EM 2008 gegen die Färöer in der Startformation der Squadra Azzurra.

## Karriere als Trainer

### AC Monza
Am 13. September 2022 wurde der bisherige U19-Trainer Palladino Nachfolger des entlassenen Giovanni Stroppa als Cheftrainer der AC Monza. Er erreichte mit der Mannschaft in derselben und der nachfolgenden Saison den Klassenerhalt in der Serie A. Am 4. Juni 2024 wurde bekannt gegeben, dass Palladino den Verein am Ende der Saison verlässt.

### AC Florenz
Ebenfalls am 4. Juni 2024 wurde angekündigt, dass Palladino ab der Saison 2024/25 Cheftrainer der AC Florenz wird. Nach einer Spielzeit wurde sein Vertrag bereits wieder aufgelöst.

## Erfolge und Auszeichnungen

### Als Spieler
Im Verein
- Torneo di Viareggio: 2003, 2004
- Italienische Serie-B-Meisterschaft: 2006/07
- Aufstieg in die Serie A: 2015/16

In der Nationalmannschaft
- U-19-Europameister: 2003

### Als Trainer
Individuelle Auszeichnungen
- Trainer des Monats der Serie A: April 2023